# Letiště Tábor-Všechov
Letiště Tábor-Všechov (ICAO: LKTV) je bývalé vojenské letiště nedaleko táborské čtvrti Všechov. Dnes je spíše využíváno pro sportovní létání, na projížďku na kolečkových bruslích, konalo se zde i Mistrovství České republiky ve sportovním létání 2006. Vlastníkem všechovského letiště je Armáda České republiky, která se jej snaží v současné době prodat. Na letišti je pouze malý hangár, dnes využívaný jako dílna. Kuriozitou tohoto letiště je silnice III/1237, která jej protíná v severní části.